# Achau
Achau (ⓘ) ist eine Gemeinde mit 1727 Einwohnern (Stand 1. Jänner 2025) am östlichen Rand des Bezirkes Mödling in Niederösterreich.

## Geografie

### Geografische Lage
Achau liegt im nördlichen Teil des Wiener Beckens wenige Kilometer südlich von Wien. Hier münden der Mödlingbach und die Triesting in die Schwechat.

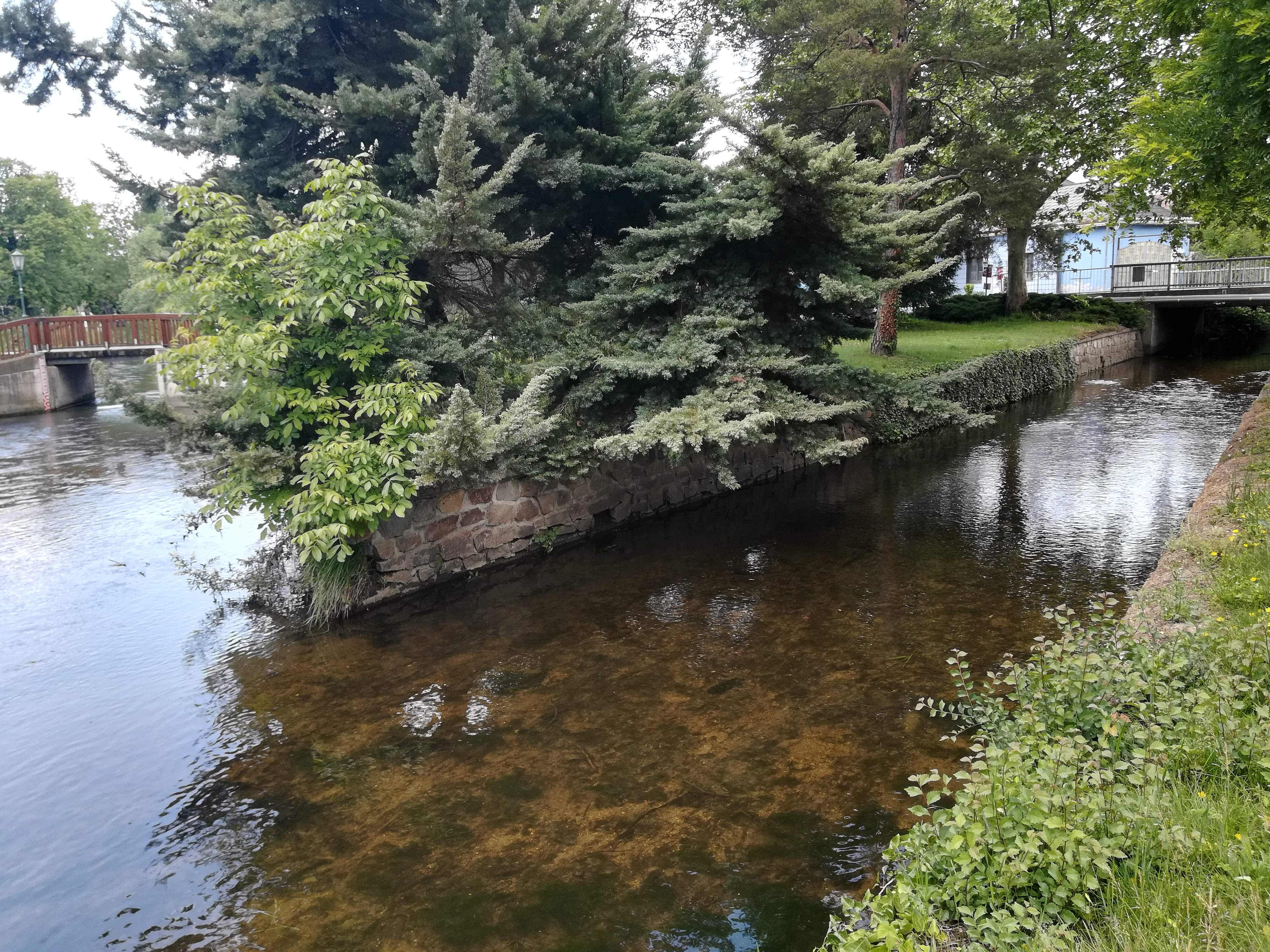
Zusammenfluss von Krottenbach und Mödlingbach

Die Gemeinde hat eine Fläche von 11,88 Quadratkilometer. Davon sind 83 Prozent landwirtschaftliche Nutzfläche.

### Nachbargemeinden
| Hennersdorf     | Leopoldsdorf (Bezirk Bruck an der Leitha)   | Maria Lanzendorf (Bezirk Bruck an der Leitha) |
| Biedermannsdorf | Kompassrose, die auf Nachbargemeinden zeigt | Himberg (Bezirk Bruck an der Leitha)          |
| Laxenburg       | Münchendorf                                 |                                               |

### Gemeindegliederung
| Gliederung \| Katastralgemeinden \| Ortschaften in der Gemeinde \| \| ------------------ \| --------------------------- \| \| Achau (11,87 km²) \| Achau \| \| Legende \| \| |                             |
| Katastralgemeinden | Ortschaften in der Gemeinde |
| Achau (11,87 km²) | Achau                       |
| Legende |                             |

Achau um das Jahr 1873 (Aufnahmeblatt der Landesaufnahme)

Ortsteile sind die Siedlung Riedenhof und das Schloss Achau.

## Geschichte
Achau wird erstmals vor 1170 in einer päpstlichen Urkunde für das Stift Admont genannt, um 1169 schenkt Herzog Heinrich Besitz in Achau (damals Eichowe genannt). Wolfkerus de Aichowe wird um 1177 genannt, es existiert daher schon ein festes Haus. Die ersten Herren von Achau sind Vasallen des Markgrafengeschlechtes der Babenberger. Die Besitzer der Herrschaft Achau wechseln im Hoch- und Frühmittelalter sehr häufig; insgesamt sind 6 Herrschaftsfamilien namentlich bekannt. Mit der Familie Haiden, die auch in der Wiener Stadtgeschichte bedeutsam ist, beginnt im Jahre 1447 eine Glanzperiode für die Herrschaft, die bis zum Aussterben dieses Adelsgeschlechtes 1599 währt. 1732 kommt die Familie Moser aus Ebenfurth mit Karl Leopold Friedrich von Moser durch Kauf in den Besitz Achaus, über weibliche Erbfolge dauert die Moser-Herrschaft bis in unsere Gegenwart. Unter dem Namen Suttner ist diese Familie heute Besitzer von Schloss und Gut Achau und lange Zeit von Schloss Ebenfurth.
Im Jahr 1938 waren laut Adressbuch von Österreich in Achau ein Bäcker, ein Binder, ein Fleischer, ein Friseur, drei Fuhrwerksunternehmer, sechs Gastwirte, drei Gemischtwarenhändler, eine Hebamme, ein Holzhändler, zwei Landesproduktehändler, ein Müller, zwei Obsthändler, ein Sattler, ein Schmied, ein Schneider und drei Schneiderinnen, drei Schuster, ein Wagner, ein Zimmermeister und zahlreiche Landwirte ansässig. Weiters gab es im Ort eine Dachpappefabrik, eine Filzfabrik und eine Zementfabrik. Zudem gab es ein Kino, eine Filiale des Arbeiter-Konsumvereins Mödling sowie drei Versicherungsmakler.
Nach dem Anschluss Österreichs 1938 wurde der Ort in die Stadt Wien zum 24. Bezirk eingemeindet. Erst 1954 wurde der Ort wieder eigenständig und fiel wieder an Niederösterreich zurück.

### Bevölkerungsentwicklung
| Achau: Einwohnerzahlen von 1869 bis 2025            | Achau: Einwohnerzahlen von 1869 bis 2025 | Achau: Einwohnerzahlen von 1869 bis 2025 | Achau: Einwohnerzahlen von 1869 bis 2025 | Achau: Einwohnerzahlen von 1869 bis 2025 |
| --------------------------------------------------- | ---------------------------------------- | ---------------------------------------- | ---------------------------------------- | ---------------------------------------- |
| Jahr                                                |                                          |                                          |                                          | Einwohner                                |
| 1869                                                | 1869                                     |                                          | 590                                      | 590                                      |
| 1880                                                | 1880                                     |                                          | 735                                      | 735                                      |
| 1890                                                | 1890                                     |                                          | 916                                      | 916                                      |
| 1900                                                | 1900                                     |                                          | 1.083                                    | 1.083                                    |
| 1910                                                | 1910                                     |                                          | 1.225                                    | 1.225                                    |
| 1923                                                | 1923                                     |                                          | 1.109                                    | 1.109                                    |
| 1934                                                | 1934                                     |                                          | 1.107                                    | 1.107                                    |
| 1939                                                | 1939                                     |                                          | 1.160                                    | 1.160                                    |
| 1951                                                | 1951                                     |                                          | 855                                      | 855                                      |
| 1961                                                | 1961                                     |                                          | 837                                      | 837                                      |
| 1971                                                | 1971                                     |                                          | 1.017                                    | 1.017                                    |
| 1981                                                | 1981                                     |                                          | 942                                      | 942                                      |
| 1991                                                | 1991                                     |                                          | 1.062                                    | 1.062                                    |
| 2001                                                | 2001                                     |                                          | 1.153                                    | 1.153                                    |
| 2011                                                | 2011                                     |                                          | 1.219                                    | 1.219                                    |
| 2021                                                | 2021                                     |                                          | 1.500                                    | 1.500                                    |
| 2025                                                | 2025                                     |                                          | 1.727                                    | 1.727                                    |
| Quelle(n): Statistik Austria, Gebietsstand 1.1.2021 |                                          |                                          |                                          |                                          |

### Religion
Nach den Daten der Volkszählung 2001 sind 74,4 % der Einwohner römisch-katholisch und 4,2 % evangelisch. 2,1 % sind Muslime, 1,2 % gehören orthodoxen Kirchen an. 15,8 % der Bevölkerung haben kein religiöses Bekenntnis.

## Kultur und Sehenswürdigkeiten
Im Ortskern Achaus findet sich das Wasserschloss Schloss Achau.

## Wirtschaft und Infrastruktur

### Öffentliche Einrichtungen

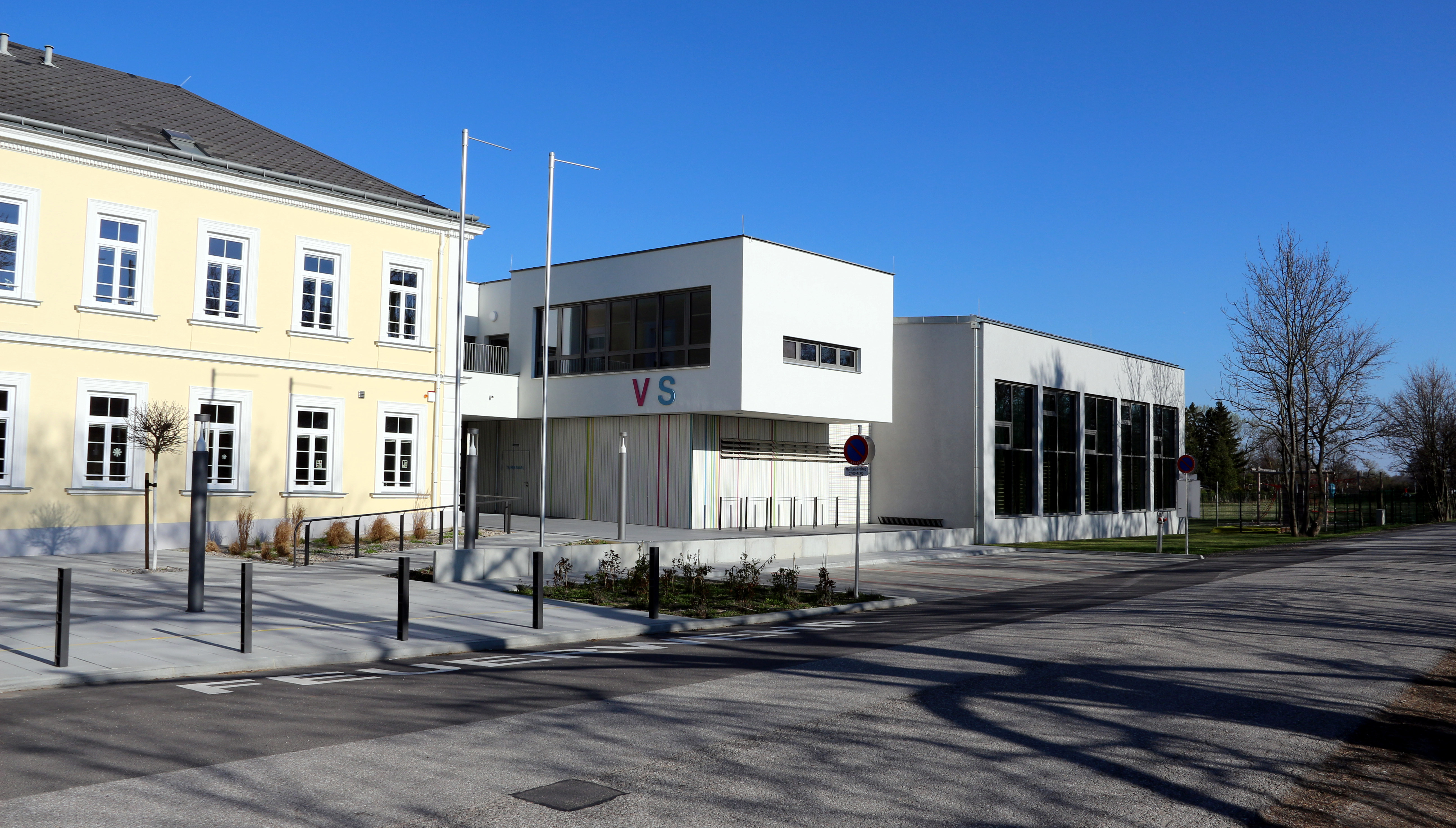
Volksschule Achau

In Achau befinden sich ein Kindergarten und eine Volksschule.

### Verkehr
Achau liegt an der Kreuzung der Mödlinger Straße B 11, die parallel zur S1 Wiener Außenring Schnellstraße Mödling mit Schwechat verbindet und der B16, die von Sopron über Eisenstadt nach Wien führt. Somit sind das nördliche Wiener Becken, die Stadt Wien, der Raum Schwechat sowie das Leithagebirge leicht erreichbar. Andererseits führt es gerade zu Spitzenzeiten zu einem erhöhten Verkehrsaufkommen in diesem Raum.
Die Anbindung an den öffentlichen Verkehr erfolgt über die Pottendorfer Linie, die den Ort mit Wien Meidling und Wiener Neustadt an Werktagen im Stundentakt verbindet.

## Politik
Bürgermeisterin  der Gemeinde ist Marion Thurner von der Sozialdemokratischen Partei Österreich (SPÖ). Amtsleiterin ist Barbara Supper. Im Gemeinderat gibt es bei insgesamt 19 Sitzen folgende Mandatsverteilung:
| Wahl | SPÖ | ÖVP | BLA | FPÖ | FA | Unabhängiger | NEOS |
| ---- | --- | --- | --- | --- | -- | ------------ | ---- |
| 2025 | 8   | 2   | 7   | 2   | -- | --           | --   |
| 2020 | 8   | 2   | 9   | 0   | -- | --           | --   |
| 2015 | 7   | 2   | 9   | 1   | -- | --           | 0    |
| 2010 | 8   | 5   | 5   | --  | -- | 1 x          | --   |
| 2005 | 10  | 4   | 4   | --  | 1  | --           | --   |
| 2000 | 7   | 6   | 4   | 2   | -- | --           | --   |
| 1995 | 10  | 6   | 3   | 0   | -- | --           | --   |
| 1990 | 9   | 5   | 5   | 0   | -- | --           | --   |

## Persönlichkeiten
- Ludwig Hrebacka (1900–1966), Heizer, Politiker und Abgeordneter zum Landtag von Niederösterreich